# 佐藤和孝
佐藤 和孝（さとう かずたか、1956年（昭和31年）2月25日 - ）は、日本のジャーナリスト。北海道帯広市出身。ジャパンプレスの代表。

## 経歴
出身地の高校卒業後に東京写真専門学校に入学し、中退。1980年（昭和55年）に戦場カメラマンとしてアフガニスタン紛争の取材を行う。その後、ビデオジャーナリストに転進する。1980年代より、アフガニスタン紛争やボスニア・ヘルツェゴビナ紛争などを取材してきた。1996年（平成8年）以降は山本美香と共同で取材。
2001年（平成13年）のアメリカ同時多発テロ発生後も現地に留まり、日本テレビの中継などを通じて報道を続けた。2003年には、イラク戦争開始直前にバグダードに入り、ニュースプラス1、きょうの出来事などで現地のリポートを送り続けた。
2003年度ボーン・上田記念国際記者賞特別賞を受賞。
2012年（平成24年）、山本美香が銃撃され死亡したシリア内戦の取材にも同行。その中で、山本と事実婚の関係であったことが明らかになった。
2022年ロシアのウクライナ侵攻が起き同年3月にウクライナ入りし、いくつもの媒体に向けて記事を書いており、news zeroでも現地からLiveレポートを行っている。

## 著書
- アフガンへの道（1984年、晩聲社） ISBN 978-4-89-188141-2
- アフガニスタンの悲劇―現地潜入した日本人ジャーナリストの涙の真実（2001年、角川書店） ISBN 978-4-04-883722-4
- 戦場でメシを食う（2006年、新潮社〈新潮新書〉） ISBN 978-4-10-610187-8

## 脚註
1. 1 2 3 4  JAPAN PRESS Member、2012年8月26日参照。
2. ↑  アフガニスタンの悲劇―現地潜入した日本人ジャーナリストの涙の真実 - Amazon.co.jp
3. 1 2  追跡 命懸けVJ列伝(3) ジャパンプレス　佐藤和孝さん(46) -  zakzak
4. 1 2 3  彼女を守れなかった…二人三脚で取材の佐藤代表 - 読売新聞 2012年8月22日
5. ↑  ボーン・上田記念国際記者賞 日本新聞協会
6. ↑  ボーン・上田賞受賞![リンク切れ] NNN きょうの出来事 @ 日テレ
7. ↑  山本美香さん“事実婚夫”胸の内明かす！「最高のパートナー」 - zakzak 2012年8月22日
8. ↑  東洋経済On line『｢ウクライナは白旗あげたらいい｣の声に激怒の訳』
9. ↑  「名前のないドッグタグ…なぜ？　リビウから佐藤和孝氏が報告」